# Brachionycha perfusca
Brachionycha perfusca är en fjärilsart som beskrevs av Heinrich 1917. Brachionycha perfusca ingår i släktet Brachionycha och familjen nattflyn. Inga underarter finns listade i Catalogue of Life.